# Кох Анатолій Олександрович
Анатолій Олександрович Кох (есп. Anatolo Koĥ) — український есперантист. Член Універсальної Асоціації Есперанто, автор невиданого есперанто-українсько-російського словника. Стаття про Анатолія Коха включена до «Енциклопедії есперанто» (Будапешт, 1934). 

## Життєпис
Народився 16 липня 1887 року в селі Грунь Зіньківського повіту (Полтавська губернія).
1907 року, ще коли навчався в гімназії в Полтаві, прочитав про створення штучної мови есперанто. Невдовзі придбав підручник і став першим есперантистом у Полтаві, організував гурток із вивчення мови на 12 людей.
1909 року поїхав на навчання до Варшави. Там особисто познайомився з Людвіком Заменгофом, засновником есперанто. Закінчив Варшавську політехніку за спеціальністю «геодезія».
1912 року видав у Женеві невелику книжечку (16 сторінок) із перекладом есперанто твору Сергія Мартоса «Бажання отця диякона» (есп. Deziro de la diakono).
Брав участь у Першій світовій війні.
З 1928 року з дружиною та двома синами переїхав до Луцька, працював землеміром. Листувався з есперантистами різних країн, організовував курси з вивчення цієї мови. Був членом Універсальної Асоціації Есперанто, її делегатом у Луцьку. Дописував до часописів «La Ondo de Esperanto» і «Juna Esperantisto».
У липні 1941 року після проголошення Української держави очолив один із відділів Волинської обласної управи. Кілька днів до того, 25 червня, в його будинку зупинялися Бандера, Стецько і Лебідь по дорозі до Львова. Їх супроводжував член ОУН Юрій Кох — старший син Анатолія Коха. У роки війни він загинув у складі загону УПА.
1946 року Анатолій Кох засуджений до 10 років таборів (відбував покарання в Красноярському краї) за те, що свого часу тримав букіністичний кіоск, де торгував як українською, так і німецькою літературою.
1955 року повернувся до України, оселившись у Львові. Мешкав по вул. І. Франка. До кінця життя керував секцією есперанто при Львівській бібліотеці іноземної літератури. Уклав есперанто-українсько-російський словник, який так і не видав. Рукопис зберігається в родини Кохів.
Один із провідних есперантистів України 1950-х років. У некролозі в польському журналі «Pola Esperantisto» Коха названо «патріархом радянських есперантистів».
Помер 18 січня 1964 року у Львові, похований на 13-му полі Личаківського цвинтаря. Поряд спочивають дружина Варвара та син Богдан.

## Сім'я
Дружина — Варвара Іванівна Гаплик (1887—1967), походила з полтавського шляхетного роду, навчалася на історично–філологічному факультеті Харківського інституту шляхетних дівчат.
Сини: Юрій (Юрко) Кох (1919—1942 або 1943) — діяч ОУН; Богдан Кох (1925—1996) — театральний актор, заслужений артист України.